# Celso Torrelio Villa
Celso Torrelio Villa (Padilla, 3 giugno 1933 – La Paz, 23 aprile 1999) è stato un politico e militare boliviano.

## Biografia
È stato Presidente della Bolivia dal 4 settembre 1981 al 19 luglio 1982.